# What's in the Box
"What's in the Box" is een aflevering van de Amerikaanse televisieserie The Twilight Zone. Het scenario werd geschreven door Martin Goldsmith.

## Plot

### Opening
Rod Serling stelt de kijker voor aan Joe Britt, een taxichauffeur die in zijn vrije tijd niets liever doet dan televisie kijken. Vanavond gaat hij kijken naar een speciale show. Hij weet het nog niet, maar hij zit nu zelf in een soort taxi met als eindbestemming, de Twilight Zone.

### Verhaal
Joe en Phyllis Britt zijn een oud getrouwd koppel dat totaal niet meer met elkaar kan opschieten. Wanneer Joe op een avond laat thuis komt, beschuldigt Phyllis hem ervan dat hij een affaire heeft met een andere vrouw. Ondertussen wordt in de kamer ernaast de tv van het koppel gerepareerd.
Nadat de monteur weg is, zet Joe de tv aan op kanaal 10. Tot zijn verbazing ziet hij beelden uit zijn eigen verleden. Vervolgens krijgt hij te zien hoe zijn leven nu is, en hoe zijn toekomst zal verlopen. Blijkbaar kan alleen Joe dit kanaal zien. In het toekomstbeeld ziet hij zichzelf Phyllis vermoorden, waarna hij wordt gearresteerd en tot de elektrische stoel veroordeeld.
Phyllis kan het kanaal waar Joe naar kijkt niet zien, en denkt dat Joe zijn verstand heeft verloren. Ze begint hem hier plagerig op te wijzen. Dit maakt Joe zo kwaad dat hij Phyllis te lijf gaat en haar per ongeluk vermoordt. Derhalve zal het toekomstbeeld dat hij net heeft gezien uitkomen.

### Slot
In zijn slotdialoog vertelt Rod Serling de kijker dat, als hun televisie ooit problemen heeft, hij de monteur uit de aflevering kan aanraden. Hij is goed opgeleid, eerlijk en 24 uur beschikbaar. Men zal zijn naam echter niet vinden in een telefoonboek, want zijn kantoor staat in de Twilight Zone.

## Rolverdeling
- Joan Blondell: Phyllis Britt
- William Demarest: Joe Britt
- Sterling Holloway: tv-monteur
- Herbert Lytton: Dr. Saltman
- Sandra Gould: vrouw

## Trivia
- Deze aflevering staat op volume 17 van de dvd-reeks.
- Drie van de castleden uit deze aflevering speelden later mee in een Elvis Presley-film. William Demarest in "Viva Las Vegas"(1964), Joan Blondell in "Stay Away, Joe" (1968), en Sterling Holloway in "Live a Little, Love a Little" (1968)